# Cylindrocarpa sewerzowii
Cylindrocarpa sewerzowii är en klockväxtart som först beskrevs av Eduard August von Regel, och fick sitt nu gällande namn av Eduard August von Regel. Cylindrocarpa sewerzowii ingår i släktet Cylindrocarpa, och familjen klockväxter. Inga underarter finns listade i Catalogue of Life.